# Bunetice
Bunetice este o comună slovacă, aflată în districtul Košice-okolie din regiunea Košice. Localitatea se află la altitudinea de 412 m deasupra n.m., se întinde pe o suprafață de 8,35 km2 și în 2017 număra 91 de locuitori.

## Istoric
Localitatea Bunetice este atestată documentar din 1413.

## Demografie
| An:                | 1994 | 2004    | 2014 | 2024   |
| ------------------ | ---- | ------- | ---- | ------ |
| Număr de persoane: | 112  | 100     | 86   | 93     |
| Diferență:         |      | −10,71% | −14% | +8,13% |

| An:                | 2023 | 2024   |
| ------------------ | ---- | ------ |
| Număr de persoane: | 90   | 93     |
| Diferență:         |      | +3,33% |